# Halvor Andersen
 Der er for få eller ingen kildehenvisninger i denne artikel, hvilket er et problem. Du kan hjælpe ved at angive troværdige kilder til de påstande, som fremføres i artiklen.

Halvor Andersen (1745 – 19. marts 1810) var en norsk revisor i danske Kancelli og bogsamler.
Halvor Andersen blev født på gården Vestre Balke på Toten og døbt 21. marts 1745. Forældrene hed Anders Balke og Kari Halvorsdatter. Han blev 1771 kopist ved skifteretten i Københavns Hof- og Stadsret, 1777 fuldmægtig ved samme Skiftekommission og 1793 revisor i det danske Kancelli. 1805 fik han kancelliråds titel og døde ugift i København.
Han havde efterhånden erhvervet en værdifuld samling af bøger (over 15.000 bind) og håndskrifter, væsentlig af historisk og statistisk indhold, samt en del antikviteter og naturalier, hvilket han allerede ved testamente af 21. marts 1786 skænkede til et eventuelt Universitet i Norge, dog at det indtil videre skulle opbevares ved det Deichmanske bibliotek i Christiania. Da udsigterne for Universitetets oprettelse svandt hen, samt af hensyn til en i 1798 anerkendt datter og hendes moder bestemte han ved en kodicil af 15. august 1807, at kun de af hans bøger skulle tilfalde det Deichmanske bibliotek, som dette ikke førhen ejede, eller hvori fandtes tilskrevne oplysninger og berigtigelser.
Året efter hans død oprettedes imidlertid det norske Universitet, og påstand nedlagdes nu fra dettes side om at få hele samlingen udleveret, hvilket skifteretten 1812 bifaldt, hvorhos en godtgørelse og en pension i 1813 bestemtes at skulle udbetales datteren og hendes moder.
Andersen var Det kongelige danske Selskab for Fædrelandets Historie og har leveret et bidrag til Nye Danske Magazin 2. og 3. bind.